# Matzpen
Matzpen (in ebraico מצפן‎?, "Bussola") è un'organizzazione rivoluzionaria socialista e antisionista, fondata in Israele nel 1962, attiva fino agli anni 1980. Il suo nome ufficiale era Organizzazione socialista in Israele, ma divenne più noto come Matzpen dopo la sua pubblicazione mensile.

## Origini
L'organizzazione è stata fondata da ex membri del Partito Comunista Israeliano che si sono opposti all'indiscusso sostegno di quel partito alle politiche internazionali dell'Unione Sovietica. Hanno fornito un'analisi più radicale al sionismo e vi ci sono opposti. Una prima analisi del conflitto arabo-israeliano, scritta prima che lasciassero il Partito Comunista da Moshe Machover e Akiva Orr (usando uno pseudonimo, N. Israeli), apparve in ebraico nel 1961 con il titolo di Shalom, Shalom ve'ein Shalom (שלום, שלום, ואין שלום; "Pace, Pace, quando non c'è pace"). Matzpen ha riunito attivisti ebrei e arabi con diversi esperienze in organizzazioni di sinistra. Tra loro spicca Jabra Nicola, un intellettuale e attivista palestinese-israeliano che ha contribuito a plasmare l'orientamento teorico della nascente organizzazione. Ha pubblicato una rivista con lo stesso nome in ebraico e arabo. L'organizzazione è cresciuta nel periodo successivo alla Guerra dei Sei Giorni del 1967 e all'occupazione israeliana dei territori palestinesi e arabi.

## Posizioni principali
In una dichiarazione dal titolo "Abbasso l'occupazione", dal 1º gennaio 1969, Matzpen si è distinto - insieme al Partito Comunista (Rakah) - come l'unica forza che conduce "una lotta coerente contro la continua occupazione dei territori conquistati nel giugno '67". Di fronte a una situazione in cui "Israele controlla l'intero territorio del Mandato Palestinese così come vasti tratti del territorio egiziano e una regione nel sud della Siria", Matzpen ha affermato nella "Dichiarazione generale dell'ISO" nel marzo 1968, che "È diritto e dovere di ogni popolo vinto e sottomesso di resistere e lottare per la propria libertà. I modi, i mezzi e i metodi necessari e appropriati per tale lotta devono essere determinati dal popolo stesso e sarebbe ipocrita per gli estranei - specialmente se appartengono alla nazione oppressa - predicare ad essa, dicendo: 'Così farai, e così non farai'". Ha aggiunto che, nonostante il suo riconoscimento del "diritto incondizionato dei conquistati di resistere all'occupazione", come organizzazione potrebbe sostenere politicamente "solo quelle organizzazioni che, oltre a resistere all'occupazione, riconoscono anche il diritto del popolo israeliano all'autodeterminazione" al fine di consentire "una lotta congiunta di arabi ed ebrei nella regione per un futuro comune".
In questo contesto, l'obiettivo di Matzpen era quello di creare un ampio fronte di persone contrarie all'occupazione e a favore di un Israele de-sionizzato, che avrebbe fatto parte di una federazione socialista dell'intero Medio Oriente. In contrasto con il Partito Comunista e la Sinistra Sionista, Matzpen ha insistito sul fatto che l'occupazione del 1967 era solo una tappa nella lunga storia dell'insediamento sionista, e invertirla sarebbe stata una condizione necessaria ma non sufficiente per una soluzione globale ai problemi del Medio Oriente. Per una tale soluzione, sarebbe necessaria la mobilitazione politica di arabi, ebrei e altre minoranze nazionali nella regione. Il quadro politico di questa mobilitazione divenne noto come la rivoluzione araba, che combinava compiti nazionalisti e socialisti nel processo di lotta contro il sionismo, l'imperialismo e la reazione araba. Per portare avanti questi obiettivi, Matzpen ha stabilito relazioni con le organizzazioni della Nuova Sinistra in Europa e in altre parti del mondo, e anche con organizzazioni palestinesi progressiste, come il Fronte democratico per la liberazione della Palestina.
Molte delle analisi e delle dichiarazioni originali dell'organizzazione furono incluse in una raccolta pubblicata sotto il titolo The Other Israel: The Radical Case Against Zionism, a cura di Arie Bober (Doubleday, 1972).
Il libro di Bober ha fornito una panoramica delle posizioni allora detenute da Matzpen su una serie di questioni, e quindi è una risorsa essenziale per l'analisi dell'organizzazione della società israeliana e del conflitto israelo-palestinese. Nell'introduzione al libro dice:
La realtà, dimostra questo libro, è completamente diversa. Lo stato sionista è nato dalla violenta espropriazione ed espulsione dal loro paese degli arabi palestinesi, e quel processo continua ancora oggi. In aperta alleanza con l'imperialismo occidentale, in particolare con gli Stati Uniti, e in una collusione appena nascosta con le forze più reazionarie del mondo arabo, lo stato sionista si oppone attivamente a ogni passo, non importa quanto vacillante, compiuto dalle masse arabe per alleviare la vecchia miseria secolare imposta loro dal colonialismo e dall'imperialismo. All'interno dei territori occupati dal 1967, lo stato sionista impiega un sistema di repressione militare diretta per espellere gli arabi palestinesi dalle loro terre e assicurarne la colonizzazione ebraica, e per schiacciare ogni espressione di resistenza palestinese. All'interno dei propri confini, lo stato sionista si impegna nella sistematica oppressione nazionale della sua minoranza di cittadini arabi. La maggioranza dalla pelle scura della stessa comunità ebraica privilegiata sente sempre più il pungiglione della discriminazione razzista, poiché la disuguaglianza economica aumenta e le condizioni sociali peggiorano. Lungi dall'offrire un rifugio agli ebrei perseguitati nel mondo, lo stato sionista sta guidando nuovi immigrati e vecchi coloni verso un nuovo olocausto mobilitando loro in un'impresa coloniale e un esercito controrivoluzionario contro la lotta delle masse arabe per la liberazione nazionale e emancipazione sociale - una lotta che non solo è giusta ma che alla fine sarà vittoriosa. Questo stato di cose, inoltre, non è affatto casuale. Era l'inevitabile risultato del successo del progetto sionista di stabilire uno Stato ebraico in Palestina. E per cambiare questa realtà è necessario non solo un cambio di governo o una modifica dell'una o dell'altra politica specifica, ma una trasformazione rivoluzionaria delle fondamenta stesse della società israeliana.»

## Matzpen fuori Israele
Alla fine degli anni '60 e all'inizio degli anni '70, i sostenitori di Matzpen all'estero pubblicarono Israca (Comitato israeliano di azione rivoluzionaria all'estero). La rivista includeva molti articoli pubblicati su Matzpen. Alcuni dei Matzpen furono censurati e quel materiale fu ripubblicato su Israca. Moshé Machover, Eli Lobel, Haim Hanegbi e Akiva Orr facevano tutti parte del comitato editoriale. Alla fine degli anni '70 e all'inizio degli anni '80, i sostenitori dell'organizzazione e altri accademici e attivisti della sinistra radicale formarono un altro giornale nel Regno Unito, Khamsin, in cui pubblicarono le loro analisi degli eventi attuali. Una selezione di materiale da Khamsin è stata pubblicata con il titolo Forbidden Agenda: Intolerance and Defiance in the Middle East (Saqi Books, 2000).

## Scismi e dibattiti
Nel 1970 l'organizzazione iniziò ad attraversare un processo di frammentazione ideologica e organizzativa, con alcuni membri che partirono per formare nuovi gruppi, come Avangardia con un orientamento trotskista, guidato da Menahem Carmi e Sylvain Cypel, e Ma'avak (Alleanza Comunista Rivoluzionaria), con un orientamento maoista, guidato da Ilan Albert e Rami Livneh . Un'ulteriore divisione all'interno di quest'ultima organizzazione ha visto la formazione dell'Alleanza Comunista Rivoluzionaria - Fronte Rosso, guidata da Udi Adiv e Dan Vered. Anche Avangardia subì delle scissioni, che videro la formazione della Spartacist League nel 1974 e del gruppo Nitzotz nel 1977.
I dibattiti teorici che portarono alle scissioni in Matzpen avevano a che fare con la concettualizzazione delle relazioni tra lotta di classe e nazionalismo nella lotta per il socialismo. Avangardia considerava Israele come una normale società capitalista in cui la classe operaia era il principale agente rivoluzionario. Quindi, ha visto il suo obiettivo come la mobilitazione di quella classe per creare una repubblica socialista israeliana. Considerava l'attenzione di Matzpen sul conflitto nazionale israelo-palestinese e sulle origini coloniali della società israeliana come una distrazione dalla lotta di classe. Ma'avak, al contrario, vedeva Matzpen come non enfatizzare abbastanza il carattere coloniale della società israeliana. Ha inteso che il suo scopo fosse quello di facilitare la lotta di liberazione nazionale palestinese come un passo necessario verso il socialismo. In risposta a entrambi i gruppi, Matzpen ha riaffermato la sua combinazione di sostegno alle lotte nazionali e sociali. 
Una grande rottura all'interno del gruppo principale di Matzpen ha avuto luogo nel 1972, ed entrambe le fazioni hanno mantenuto il nome Matzpen per le rispettive riviste, una questione che ha dato luogo ad aspre controversie tra di loro. L'ovvio valore dell'etichetta "Matzpen" come indicatore di una politica di sinistra radicale era alla base di quella decisione. La maggior parte della leadership originale rimase in quella che divenne nota come Matzpen Tel Aviv, mentre l'altra fazione divenne nota come Matzpen Jerusalem. Quest'ultimo gruppo ha adottato il nome Matzpen Marxist, per distinguersi dai suoi rivali. Nel 1975 ha cambiato il suo nome in Lega Comunista Rivoluzionaria, sezione della Quarta Internazionale, pur mantenendo il titolo Matzpen Marxist per la sua pubblicazione regolare. Successivamente anche il gruppo di Tel Aviv cambiò il suo nome (nel 1978) in Organizzazione socialista in Israele e abbandonò l'aggettivo "israeliano" per evitare una possibile associazione con il sionismo. Entrambi i gruppi hanno mantenuto la duplice attenzione originale di Matzpen sulla liberazione di classe e nazionale. Machover, Orr e Haim Hanegbi rimasero con il gruppo con sede a Tel Aviv, mentre il gruppo con sede a Gerusalemme era guidato da Arieh Bober e Michel Warschawski (Mikado). Un movimento giovanile noto come Hafarperet (talpa) era affiliato a quest'ultimo gruppo ed era attivo a metà degli anni '70, principalmente ad Haifa. 

## Il processo del Fronte Rosso
Una delle organizzazioni nate da Matzpen, il Fronte Rosso, ha avuto una breve storia di poco più di un anno. Alla fine del 1972 molti dei suoi membri furono arrestati e accusati di spionaggio e collaborazione con il nemico (intelligence militare siriana), sulla base di un viaggio segreto che alcuni di loro fecero a Damasco. Nessuno degli attivisti arrestati e accusati era membro di Matzpen all'epoca o aveva commesso i loro presunti reati contro la sicurezza dello Stato. In un processo ben pubblicizzato nel 1973, cinque membri del Fronte Rosso furono condannati. Molti degli imputati hanno dichiarato di essere stati sottoposti a tortura e altre forme di molestie fisiche e mentali da parte dei servizi di sicurezza israeliani prima del processo, per costringerli a confessare. È ovvio che nessuno di loro aveva alcun interesse a lavorare con il regime siriano o con altri regimi arabi, e che il loro unico interesse consisteva nello stabilire legami con altre organizzazioni rivoluzionarie nella regione, principalmente quelle palestinesi. Le dichiarazioni prima del processo, presentate dai principali imputati - Daud Turki ed Ehud Adiv - ci permettono di avere un'idea chiara della loro prospettiva.
Turki, un cittadino palestinese di Israele, ha definito il loro obiettivo come socialismo: “l'obiettivo comune di tutti i lavoratori, i contadini e coloro che sono perseguitati nella società israeliana. Gli ebrei hanno una parte, e devono avere una parte, perché sono membri dell'organizzazione su un piano di parità con me, nello stabilire un nuovo governo e un nuovo regime che consentirà sia al popolo ebraico che al popolo arabo di giocare una parte efficace nella lotta del popolo arabo per la liberazione ”. Turki ha continuato a criticare il sionismo, che "invece di adottare, come dovrebbe, un atteggiamento neutrale, o di sostegno alla lotta araba per la liberazione nazionale e socialista, si è schierato accanto ai nemici di questo movimento, accanto agli americani che perseguitano il popolo vietnamita, accanto all'imperialismo americano che sta sfruttando i popoli dell'America Latina e dei popoli dell'Asia e dell'Africa, e contrappone per sempre il popolo ebraico al popolo arabo. Penso che questo atteggiamento costituisca un crimine sia contro il popolo ebraico che contro il popolo arabo". A suo avviso, gli ebrei dovrebbero sostenere la lotta araba per la liberazione piuttosto che una lotta che sostituisce il nazionalismo, sebbene entrambi i gruppi abbiano "lo stesso futuro e vivrebbero insieme in un'unica patria sotto il governo di un unico Stato, uno Stato liberato da ogni influenza straniera e ogni sfruttamento sociale."
Lo stesso approccio è stato mostrato da Adiv. Accettando che "tutte le tendenze di Matzpen" avevano "una solida teoria", ha sostenuto che mancava "il capitolo intitolato 'cosa si deve fare' per arrivare al Medio Oriente socialista multinazionale di cui parlano, e nella loro attività politica limitano i loro discorsi allo stato ebraico di Israele. Vale a dire che sono troppo occupati a convincere gli ebrei e ignorano completamente la lotta araba, e in particolare la lotta araba palestinese contro il sionismo e lo stato di Israele ". Era necessario un cambio di obiettivo per convertire il conflitto nazionale in una lotta di classe. Questo potrebbe essere fatto solo "se gli ebrei dimostreranno agli arabi, che hanno combattuto il sionismo per dozzine di anni, che loro [gli ebrei] sono dalla loro parte, che sono pronti a sacrificare tutto ciò che hanno, per essere soggetti allo stesso "trattamento" e condividere tutto con loro. Senza questo nessun arabo avrà fiducia che il più sincero rivoluzionario ebreo sia davvero rivoluzionario. Nessuna ideologia, nemmeno la più equa e progressista, può convincere gli arabi se non è accompagnata dall'azione di chi vi aderisce".

## Oltre l'esistenza organizzativa: l'eredità di Matzpen
Con l'ascesa di movimenti di protesta nuovi, vibranti e meno ideologicamente rigidi negli anni '80, in opposizione alla continua occupazione e alla guerra in Libano (Comitato per la solidarietà con l'Università di Birzeit, comitati contro la tortura e le demolizioni di case, Yesh Gvul, Centro informazioni alternative, Workers Advice Center e così via), le diverse fazioni di Matzpen hanno perso gran parte della loro ragion d'essere. Lo spazio per le organizzazioni globali di sinistra, con programmi politici completi, si è ridotto con la crescente attenzione all'occupazione e alle sue conseguenze. Molti attivisti hanno cercato nuove forme organizzative per migliorare la loro capacità di dare un contributo efficace alla lotta politica, senza portare ingombranti bagagli ideologici e organizzativi. Gran parte dell'energia della Lega dei Comunisti Rivoluzionari, ad esempio, è andata alla creazione e al mantenimento del Centro informazioni alternative, che ha effettivamente impoverito la Lega della propria capacità organizzativa. Di conseguenza, la maggior parte delle fazioni Matzpen cessò di avere una distinta esistenza organizzativa alla fine degli anni '80, se non prima. Molti dei loro ex membri, tuttavia, continuano a partecipare come individui dediti a varie attività contro l'occupazione e per i lavoratori e i diritti umani.
Nel 1995 ex membri di Derech ha-Nitzotz fondarono il Partito dei Lavoratori di Da'am, che rimane attivo fino ad oggi.
Un documentario sul gruppo, intitolato "Matzpen", è stato realizzato da Eran Torbiner nel 2003. Un altro documentario su Avangardia è stato prodotto nel 2009 da Tom Carmi (figlio di due ex leader del gruppo) e presentato al festival Docaviv a Tel Aviv. Si intitola "Lontano dal centro della tribù" e si è aggiudicato il secondo premio al concorso cinematografico degli studenti. In questi documentari e nella maggior parte degli altri libri e interviste a membri che sono finiti in fazioni diverse, le differenze dottrinali che hanno portato ai loro percorsi divergenti scompaiono dalla vista. L'attenzione è quasi sempre sulle attività contro l'occupazione, le posizioni antisioniste, il senso di dissenso e così via, che condividevano tutti, piuttosto che su ciò che li aveva contraddistinti.
Nonostante l'assenza di attività organizzativa, alcuni dei membri originali di Matzpen continuano a scrivere e ad essere attivi politicamente. Haim Hanegbi e Michel Warschawski hanno svolto un ruolo chiave nello scrivere il Documento Olga del 2004, che è una dichiarazione della posizione antisionista e una critica radicale delle politiche e delle pratiche israeliane, e Warschawski ha pubblicato il suo libro di memorie politiche, On the Border (South End Press, 2004; originale francese nel 2002). Ha inoltre pubblicato, insieme all'accademico e attivista libanese Gilbert Achcar, un libro intitolato La Guerra dei 33 giorni: La guerra di Israele su Hezbollah in Libano e le sue conseguenze (Paradigm Publishers, 2007), in cui la guerra è trattata con un focus su entrambe le prospettive israeliane e libanesi. Sylvain Cypel ha scritto un'analisi storica e politica della società israeliana con il titolo Murata: La società israeliana ad un'impasse (Other Press, 2007; originale francese nel 2006). Moshe Machover ha continuato a pubblicare articoli teorici che analizzano Israele e la Palestina nel più ampio contesto mediorientale e nel 2009, insieme a Ehud Ein-Gil, ha pubblicato un articolo sulla rivista britannica Race & Class, intitolato "Sionismo ed ebrei orientali: una dialettica dello sfruttamento e della cooptazione", in cui si analizza la questione delle divisioni etniche all'interno della società israeliana.
Un nuovo libro su Matzpen è stato pubblicato in Israele nel settembre 2010, con il titolo Matzpen: coscienza e fantasia (Resling, Tel Aviv 2010). È il resoconto più completo fino ad oggi della storia dell'organizzazione, basato su interviste con ex attivisti e uno studio di documenti.